# Cordeliers
Cordeliers – stacja metra w Lyonie, na linii A.
Stacja została otwarta 2 maja 1978.